# کیارا کنتی
کیارا کُنتی (ایتالیایی: Chiara Conti؛ ‏ ۱۸ ژوئیهٔ ۱۹۷۷) هنرپیشه تئاتر، سینما و تلویزیون اهل ایتالیا است.

## گزیدهٔ آثار

### سینما
- لبخند مادر من (۲۰۰۲)
- بنزین (۲۰۰۱)
- چهره پیکاسو (۲۰۰۰)
- رؤیای شب نیمه تابستان (۱۹۹۹)

### تلویزیون
- حوزه استحفاظی (۲۰۱۱)
- قتل (۲۰۰۴)